# Лонгвью (Техас)
Ло́нгвью (англ. Longview) — город в США, расположенный в северо-восточной части штата Техас, к северу от реки Сабин, в округах Грегг и  Гаррисон. Город является административным центром округа Грегг. Население — 80 455 человек по данным переписи 2010 года.
В 2014 году журнал Forbes поставил Лонгвью на шестое место в списка самых быстрорастущих маленьких городов США.

## История

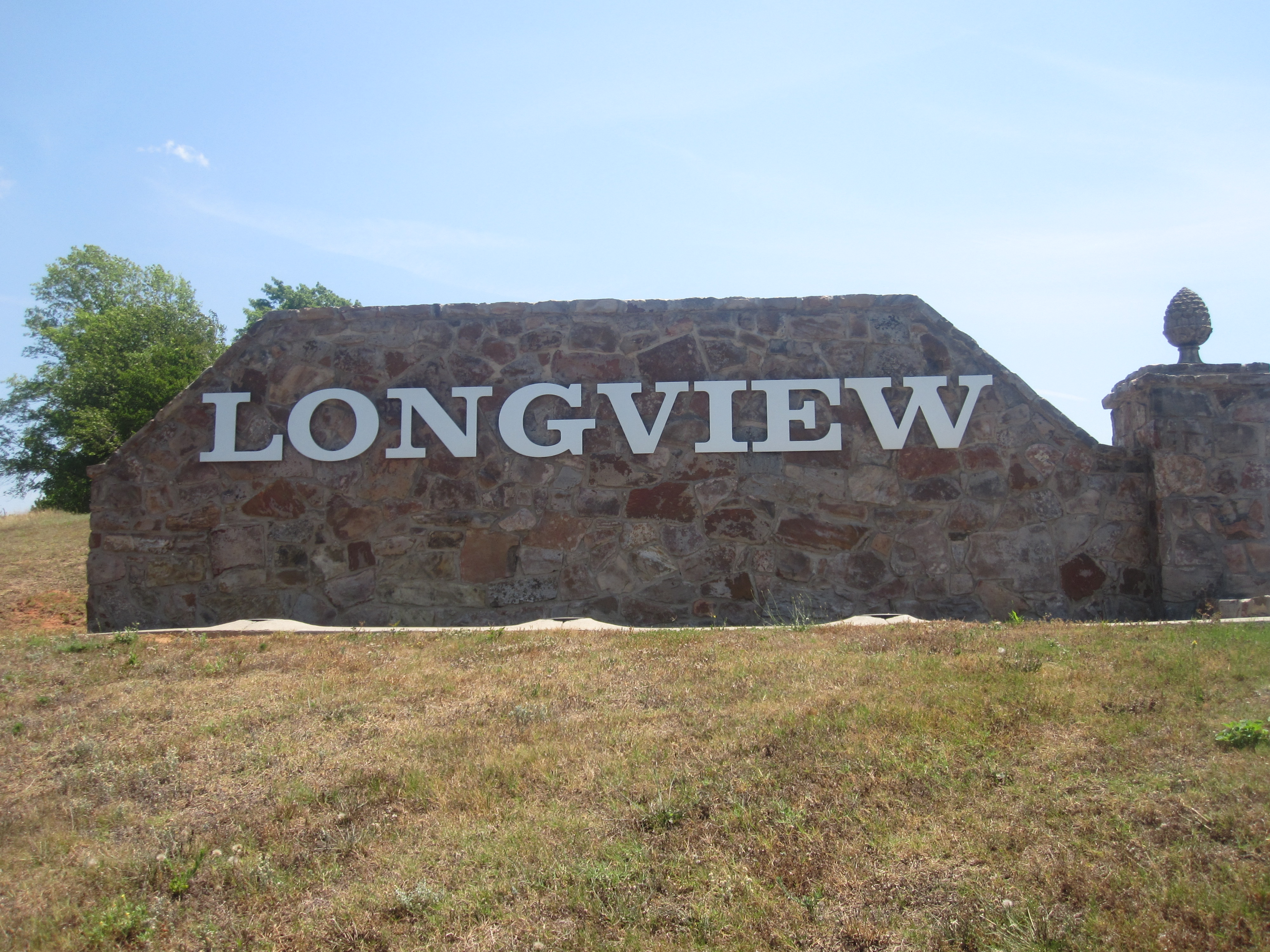
Знак Лонгвью на автомагистрали I-20

Город был основан в 1870-е годы Оссамусом Хитчем Метвином-старшим. В 1870 году Метвин продал 100 акров железной дороге South Pacific за один доллар, пытаясь добиться ,чтобы компания провела свою линию рядом с его владениями. Позднее в том же году, он продал еще 100 акров за 500 долларов в золоте. Он надеялся, что наличие железной дороги повысит в стоимости оставшуюся у него землю.
Метвин также придумал название города, сказав однажды, что от его дома «длинный вид» (англ. long view). Город был образован в июне 1871 года? став первым зарегистрированным городом в округе Грегг
В 1942 году в городе началось строительство нефтепровода Big Inch. C 1943 по 1945 годы на восточное побережье было поставлено более 261 миллиона баррелей нефти. Некоторое время после постройки, нефтепроводы Big Inch и Small Inch считались длиннейшими в истории. Оба нефтепровода являлись важными объектами поставок ресурсов военным США во время Второй Мировой войны.

## География
Координаты Лонгвью: 32°30′33″ с. ш. 94°45′14″ з. д..

### Климат
| Показатель                    | Янв. | Фев.  | Март  | Апр. | Май   | Июнь | Июль | Авг. | Сен. | Окт.  | Нояб. | Дек.  | Год  |
| ----------------------------- | ---- | ----- | ----- | ---- | ----- | ---- | ---- | ---- | ---- | ----- | ----- | ----- | ---- |
| Абсолютный максимум, °C       | 30   | 32    | 33    | 36   | 39    | 43   | 42   | 45   | 42   | 38    | 33    | 33    | 45   |
| Средний суточный максимум, °C | 14,1 | 16,5  | 20,6  | 24,6 | 28,7  | 32,1 | 34,1 | 34,4 | 30,9 | 25,6  | 19,7  | 14,7  | 24,7 |
| Средняя температура, °C       | 8,1  | 10,2  | 14,2  | 18,2 | 22,8  | 26,4 | 28,6 | 28,2 | 24,5 | 18,9  | 13,5  | 8,9   | 18,6 |
| Средний суточный минимум, °C  | 2,1  | 3,8   | 7,9   | 11,8 | 16,8  | 20,8 | 23,1 | 21,9 | 18,1 | 12,3  | 7,3   | 3     | 12,4 |
| Абсолютный минимум, °C        | −20  | −21   | −9    | −6   | 2     | 10   | 13   | 11   | 3    | −1    | −5    | −16   | −21  |
| Норма осадков, мм             | 89,8 | 101,6 | 111,8 | 81,3 | 121,9 | 127  | 73,7 | 76,2 | 83,8 | 116,8 | 114,3 | 114,3 | 1209 |
| Источник: weatherbase.com     |      |       |       |      |       |      |      |      |      |       |       |       |      |

## Население
Согласно переписи населения 2010 года, в 2010 году в городе проживали 80 455 человек, 30 562 домохозяйства, 20 020 семей. Расовый состав города: 63,3% — белые, 22,9% — чернокожие, 0,5% — коренные жители США, 1,4% — азиаты, 0,0% — жители Гавайев или Океании, 9,5% — другие расы, 2,3% — две и более расы. Число испаноязычных жителей любых рас составило 18%.
Из 30 562 домохозяйств, в 30,6% проживают дети младше 18 лет. В 44,8% случаев в домохозяйстве проживают женатые пары, 15,4% — домохозяйства без мужчин, 34,5% — домохозяйства, не составляющие семью. 29,1% домохозяйств представляют из себя одиноких людей, 10,6% — одиноких людей старше 65 лет. Средний размер домохозяйства составляет 2,51 человека. Средний размер семьи — 3,11.
28,5% населения города младше 20 лет, 28,4% находятся в возрасте от 20 до 39, 29,9% — от 40 до 64, 13,4% — 65 лет и старше. Средний возраст составляет 34,4 лет.
Согласно данным опросов пяти лет с 2009 по 2013 годы, средний доход домохозяйства в Лонгвью составляет 43 466 долларов США в год, средний доход семьи — 54 183 доллара. Доход на душу населения в городе составляет 23 375 долларов США, ниже чем в среднем по стране — 39 997 долларов. Около 13,6% семей и 17,2% населения находятся за чертой бедности. В том числе 13,9% в возрасте до 18 лет и 8,5% в возрасте 65 и старше.

## Экономика

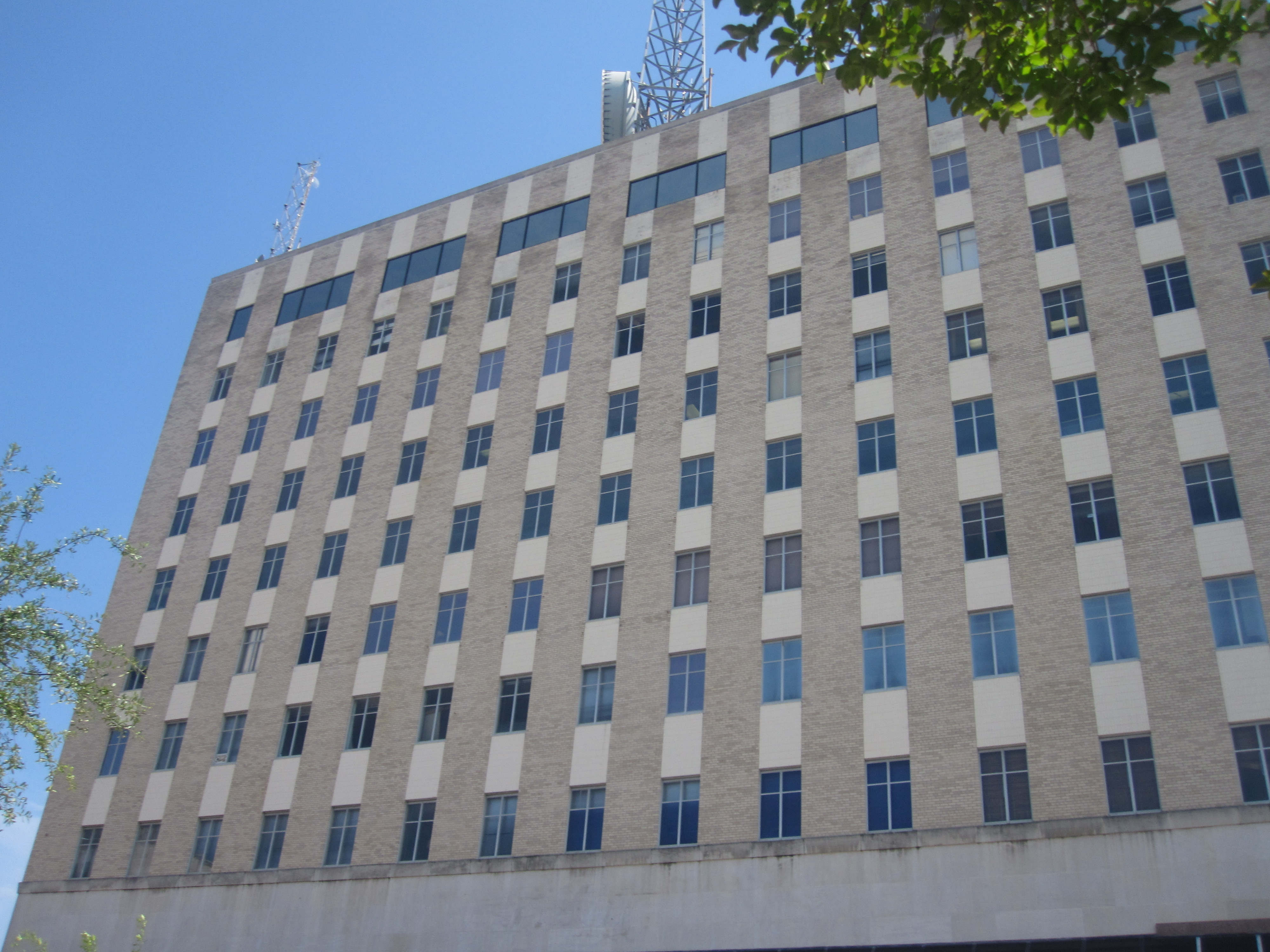
Самое высокое здание Лонгвью состоит из 10 этажей, в нём располагается банк Citizens National. При постройке в 1956 году было предусмотрено повышение числа этажей до 17.

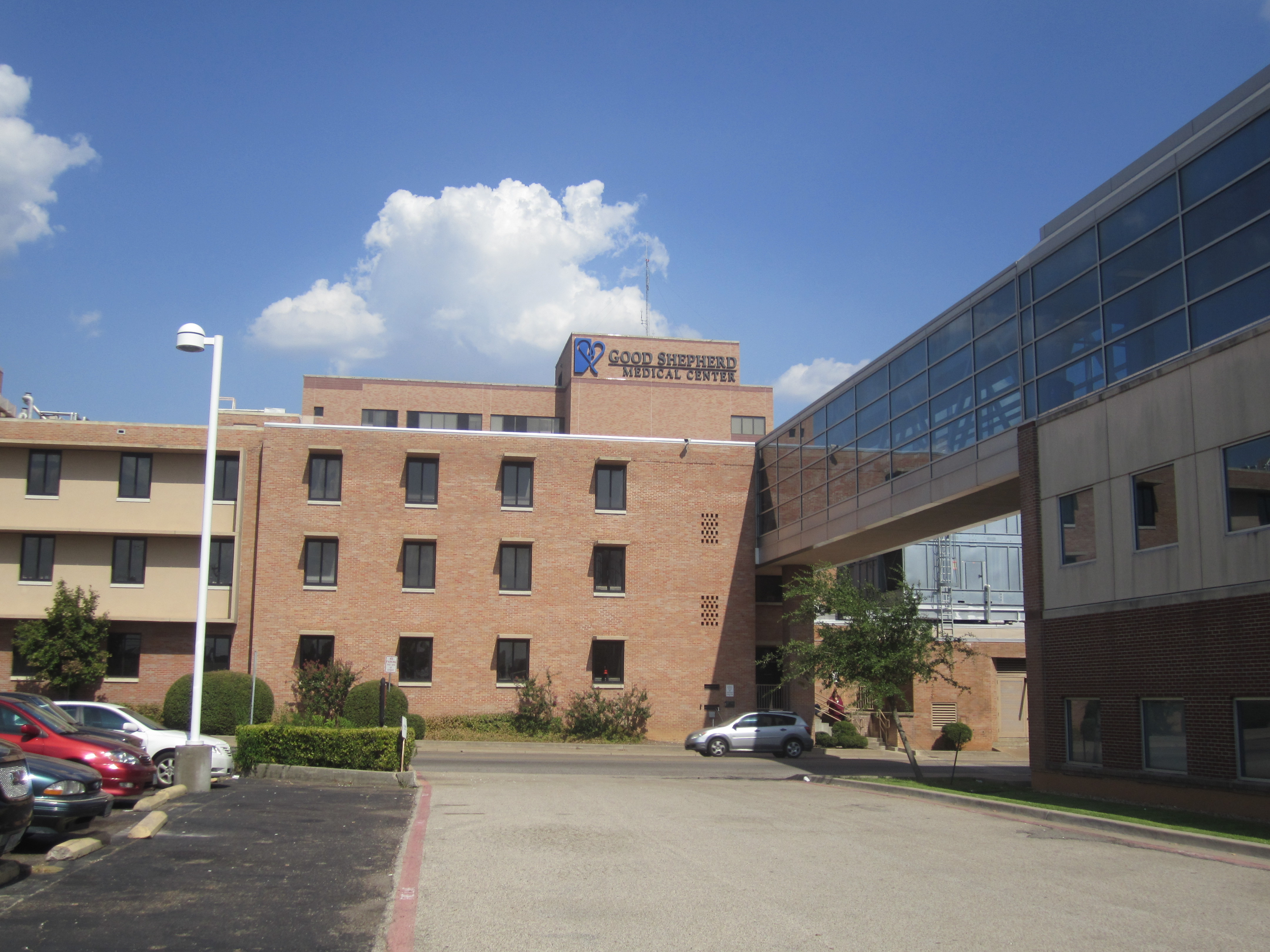
Медицинский центр Shepherd Medical Center на севере Лонгвью.

Лонгвью практически не пострадал от кризиса 2008—2009 годов. Основными источниками дохода города являются нефтяная промышленность (города находится на территории крупного месторождения Ист-Тексас), производство, технологии и прочие услуги. В 2007 году в Лонгвью открылся целый ряд сетевых магазинов, позволив местным жителям не ездить в соседние крупные города за покупками. Согласно политике властей города, город становится новым центром розничной торговли в регионе, открывая новые магазины и гостиницы для жителей из соседних городов.

### Крупнейшие работодатели
Согласно ежегодному финансовому отчёту города за 2016—2017 финансовый год, крупнейшими работодателями являются:
| #  | Работодатель                                   | Число работников | Отрасль                       |
| -- | ---------------------------------------------- | ---------------- | ----------------------------- |
| 1  | Медицинский центр Good Shepherd Medical Center | 2630             | Медицина                      |
| 2  | Trinity Rail, LLС                              | 1553             | Вагоностроение                |
| 3  | Eastman Chemical Company                       | 1502             | Химическая промышленность     |
| 4  | Независимый школьный округ Лонгвью             | 1348             | Образование                   |
| 5  | Walmart                                        | 1086             | Розничная торговля            |
| 6  | Региональный медицинский центр Лонгвью         | 987              | Медицина                      |
| 7  | Город Лонгвью                                  | 866              | Городское управление и службы |
| 8  | Независимый школьный округ Пайн-Три            | 694              | Образование                   |
| 9  | Диагностическая клиника Лонгвью                | 644              | Медицина                      |
| 10 | Округ Грегг                                    | 615              | Окружное управление и службы  |

## Местное управление
Управление городом осуществляется мэром, его заместителем и городским советом, состоящим из шести человек. Мэр избирается всем городом, а члены городского совета по округам.
Структура местного управления города выглядит следующим образом:
- Сити-менеджер
- Городской прокурор
- Городской секретарь
- Муниципальный судья
- Глава пожарной охраны
- Глава финансовой службы
- Глава полиции
- Глава администрации
- Глава служб строительства
- Глава отдела коммунальных услуг
- Глава отдела общественных работ
- Глава отдела парков и организации отдыха

## Образование
В городе находятся следующие высшие учебные заведения:
- Университет Летурно[англ.]
- Филиал Килгорского колледжа
- Университетский центр Лонгвью, филиал Техасского университета в Тайлере

Город обслуживается четырьмя независимыми школьными округами: Лонгвью, Пайн-Три, Спринг-Хилл и Холлсвилл.

## Транспорт

### Авиасообщение
Лонгвью обслуживается региональным аэропортом Восточного Техаса. Единственный коммерческий рейс в аэропорт Далалса/Форта-Уэрт выполняет компания American Eagle Airlines. Аэропорт известен тем, что одна из его посадочных полос имеет длину около 3 километров, достаточную для посадки шаттла.
В аэропорту также проходит обучение студентов аэрокомсических программ университета Летурно.

### Железная дорога
Через город проходит пассажирская линия компании Amtrak по которой ходит поезд «Texas Eagle». Станция в Лонгвью одна из двух самых загруженных в Техасе и четвёртая по загруженности на всём пути следования поезда.
Также через города проходят пути грузовых поездов двух компаний. Ежедневно через город проходят два поезда компании BNSF Railway и около 25 поездов Union Pacific Railroad.

### Автомагистрали
Через город проходят следующие автомагистрали:
- Межштатная автомагистраль I-20
- Автомагистраль США US-80
- Автомагистраль США US-259
- Автомагистраль штата Техас 31
- Автомагистраль штата Техас 149
- Автомагистраль штата Техас 281
- Автомагистраль штата Техас 300

## Известные жители
- Крис Дэвис, бейсболист, игрок команды Балтимор Ориолс
- Мэттью Макконахи, актёр
- Форест Уитакер, актёр, режиссёр, продюсер